# Marco Göllner
Marco Göllner (* 19. Oktober 1971 in Herford) ist ein deutscher Hörspielregisseur, Hörspielproduzent, Autor, Sprecher und Musiker.

## Leben
Göllner ist staatlich geprüfter Diplomsozialarbeiter (Abschluss in Medienpädagogik) und war vor, während und nach dem Studium beim regionalen Radio (u. a. WDR) tätig. Seit 2000 spricht er in diversen Hörspielproduktionen. 2005 folgte sein erstes Originalhörspiel Öffne die Tür. Seit 2006 ist er freiberuflicher Hörspielregisseur, Autor und Tonproduzent. Göllner zeichnete von 2008 bis 2013 verantwortlich für Skript, Regie und Produktion der Hörspielserie Dorian Hunter.
Zwischen 2016 und 2018 sprach Göllner in der Podcast-Serie Fest & Flauschig von Jan Böhmermann und Olli Schulz häufig die Intros.

## Auszeichnungen
Göllner war mit seinem Hörspiel In fremden Gärten Preisträger der Leipziger Buchmesse 2008. Viele seiner Produktionen wurden in verschiedenen Kategorien mit dem Hörspiel-Award ausgezeichnet. Im März 2010 wurde seine Hörspielbearbeitung Die Geisterseher nach dem Roman von Kai Meyer von den Kritikern als „Bestes Einzelhörspiel 2009“ ausgezeichnet. Göllner selbst erhielt für seine Arbeit an Dorian Hunter die Auszeichnung für „Beste Regie 2009“. Dazu wurde Marco Göllners Serie Goldagengården als „Beste Serie“ und er für die „Beste Regie“ mit dem Ohrkanus 2011 ausgezeichnet. Zusammen mit Kai Meyer gewann er den Vincent Preis für Die Geisterseher 2009, Die Winterprinzessin 2011 und Loreley 2012.

## Hörspiele
- 2000: Hörgespinste 1 – Klirrende Kälte (Sprecher, Schnitt, Bearbeitung)
- 2001: Edgar Allan Poe – The Oblong Box (Sprecher)
- 2001–2008: Schattensaiten (11 Teile, Sprecher, Sound, Schnitt, Produktion)
- 2002: SFB 78 (Sprecher, Postproduktion, Mastering)
- 2003: Chronologie der letzten Tage (4 Teile, Sprecher, Regie, Sound Effects, Musik, Schnitt, Produktion)
- 2004: Kasandras Kinder (2 Teile, Sprecher)
- 2004: Tonspuren 2 – Wettlauf zum Tod (Sprecher)
- 2004: Durch das Elfenglas (Sound, Schnitt, Produktion)
- 2005: Öffne die Türe – Open the Door (Autor, Sprecher, Regie, Sound Effects, Musik, Schnitt, Produktion)
- 2005–2006: Grüße aus Gehenna (3 Teile, Sprecher)
- 2008: In fremden Gärten (Autor, Sprecher, Regie, Sound, Schnitt, Produktion)
- 2009: Die Geisterseher (Autor, Regie, Sound, Schnitt, Produktion)
- 2009: Leon Traumgänger (3 Teile, Regie)
- 2010: Goldagengården (9 Teile, Autor, Sprecher, Regie, Schnitt, Bearbeitung, Produktion)
- 2011: Dopamin (Autor)
- 2011: Die Winterprinzessin (Autor, Regie, Sound, Schnitt, Produktion)

Laufend:
- 2008–2013: Dorian Hunter (Autor, Regie, Sound, Schnitt, Produktion, Sprecher)
- seit 2016: Fallen (Autor, Regie, Sound, Schnitt, Produktion, Sprecher)[2][3]

## Veröffentlichungen
- Oma Martha und ich. Rowohlt, Reinbek bei Hamburg 2018, ISBN 978-3-499-63383-6.
- Der Junge hat doch nichts davongetragen? Rowohlt, Hamburg 2019, ISBN 978-3-499-00026-3.